# Mosiera wrightii
Mosiera wrightii är en myrtenväxtart som först beskrevs av Carl Karl Wilhelm Leopold Krug och Ignatz Urban, och fick sitt nu gällande namn av Attila L. Borhidi. Mosiera wrightii ingår i släktet Mosiera och familjen myrtenväxter. Inga underarter finns listade i Catalogue of Life.